# روان‌شناسی مد
روان‌شناسی مد، به عنوان شاخه ای از روان‌شناسی کاربردی، نظریه‌ها و اصول روان‌شناسی را برای فهم و شرح رابطه میان مد و سبک انسان، از جمله اینکه مد چگونه بر عاطفه‌ها، عزت نفس و هویت ما اثر می‌گذارد، به کار می‌گیرد. همچنین بررسی می‌کند که چگونه انتخاب‌های مد تحت تأثیر عواملی همچون فرهنگ، رفتارهای اجتماعی، ارزش‌های شخصی و تفاوت‌های فردی واقع می‌شوند. روان‌شناس‌های مد ممکن است از دانش و مهارت‌های خویش برای مشاوره دادن به اشخاص، نهادها یا صنعت مد در رابط سوژه‌های گوناگونی همچون روش مصرف‌کننده، راهبردهای بازاریابی، طراحی و پایداری استفاده نمایند.

## ارزش
روان‌شناسی مد یک رشته میان رشته‌ای می‌باشد که واکنش بین کنش انسان، روان‌شناسی فردی و مد از جمله عوامل گوناگونی را که بر انتخاب لباس اشخاص مؤثر می‌باشند، بررسی می‌کند. صنعت مد به شکل انفعال به دنبال تشکیل ارتباط با روان‌شناسی مد، با تمرکز بر طرح‌هایی همچون پیش‌بینی روند و درک روش مصرف‌کننده است.
مهم است که اهمیت انتخاب البسه‌هایمان را بدون در نظر گرفتن جنسیت خود درک کنیم. انتخابات مد ما این توانایی را داراست که تأثیر عمیقی بر روی درک ما از خود، نقشی که به دیگران می‌دهیم، و در نتیجه، نحوه واکنش عموم با ما داشته باشد. در واقع، آنان می‌توانند طیف گسترده‌ای از داستان‌ها را تحت تأثیر قرار دهند، از نتیجه یک رویداد ورزشی گرفته تا اینکه چگونه گزارشگر توانایی ما برای عملکرد مطلوب در یک نقش شغلی را درک می‌نماید.
روان‌شناسی مد برای بازاریاب‌ها ارتباط چشمگیری دارد چون آنان در تلاش برای درک متغیرهایی می‌باشند که احتمال پذیرفتن یک محصول از جانب یک اعضای مصرف‌کننده را افزایش می‌دهند. افزون بر این، بازاریاب‌ها باید مدت زمان مد روز ماندن محصول را مال اندیشی نمایند. از این رو، قسمتی از روان‌شناسی مد به آنالیز و تحلیل تحولات در پذیرش روند مد در طول زمان اختصاص دارد.

### پوشاک
لباس به عنوان بسط هویت ما انجام می‌دهد و بازتاب لمس شده‌ای از تصورات، نارضایتی‌ها و خواسته‌های ما را مهیا می‌کند. واژه «لباس» اغلب نوعی پوشش بدن را نمایان می‌کند که می‌توان آن را بر تن کرد، که اغلب آنان از مواد نساجی آماده می‌شوند، ولی ممکن است از مواد یا مواد دیگری نیز استفاده شود تا مد شوند و در جای خود استوار یابند. لباس در درجه نخست به منظور تأمین گرما و محافظت در برابر عناصر بوده. با این شرایط، در عصر مدرن، توجه به این نکته راهبردی می‌باشد که لباس کارکردهای گوناگون فراتر از محافظت انجام می‌دهد، همچون شناسایی، فروتنی، موقعیت و آذین. لباس برای شناسایی عضویت در اعضاها، پوشش مطلوب بدن، نماینگر رتبه یا موقعیت در یک اعضا، و تسهیل بیان و خلاقیت مورد استفاده قرار می‌گیرد. البسه ای که برای برتن کردن انتخاب می‌کنیم از نظر پرتره و آوازه ما اصلی است، چون پیغام‌هایی را برای اشخاص آشنا و بیگانه ارسال می‌کند و پرتره ای از خودمان را که می‌خواهیم انتقال دهیم، به نمایش می‌گذارد. وقتی چیزی بر بدن ملبس می‌شود، نسبت به فردی که آن را بر تن می‌کند، اهمیت اجتماعی پیدا می‌کند.

### مد
درک مرسوم از مد به سبک غالبی استعاره دارد که از طرفی قسمت چشمگیری از یک گروه ویژه، در زمان و مکان مشخصی گرفته می‌شود. به عنوان مثال، در زمان غارنشینان، پوست حیوانات برای آنان به عنوان مد تلقی می‌شد، در حالی که ساری یک سبک مشهور در میان زنان هندی می‌باشد و دامن کوتاه در میان زنان در فرهنگ‌های غربی به یک روند دگرگون گردیده شده. روان‌شناسی مد اغلب به عنوان بررسی چگونگی تأثیر انتخاب لباس بر فهم و ارزیابی ما از یکدیگر برجسته می‌شود.

## روان‌شناسی پوشاک
در طول تاریخ، البسه به اندازه عصر کنونی در انتقال شخصیت ما مؤثر نبود. بعدها پیشرفت‌های فناوری در طول قرن‌ها منجر به این شده‌است که انتخاب‌های مد به جنبه راهبردی از هویت ما تحول یافته‌است. بعد از آن در طول تمدن‌های نخستین، البسه هدف راهبردی این بود که ما را گرم و خشک نگه دارد. ولی در حال حاضر با ظهور تجهیزات فناوری همچون گرمایش مرکزی، اتکای ما به البسه تحت عنوان وسیله ای برای بقا کمتر به چشم می‌خورد. البسه‌ها از صرفاً یک ضرورت عملی به تبدیل شدن به یک نشانگر اجتماعی تحول پیدا کرده‌اند که بر ادراک ما اثر می‌گذارد و به ما این امکان را می‌دهد که خود را در نور مورد نظر نمایان کنیم و در عین حال شخصیت و موقعیت اجتماعی خود را نیز به در معرض دید قرار دهیم.